# Croton montis-silam
Espèce
Croton montis-silam est une espèce de plantes à fleurs du genre Croton et de la famille des Euphorbiaceae présente à Bornéo (Sabah) et vraisemblablement sur les Petites îles de la Sonde (Florès).